# Anacaena bipustulata
Anacaena bipustulata (лат.) — вид жуков из подсемейства Hydrophilinae семейства водолюбы. Западная Палеарктика.

## Описание
Околоводные жуки мелких размеров (1,8-3,0 мм). Удлиненно-овальный и умеренно выпуклый, дорсальный цвет от тусклого жёлто-коричневого до ярко-жёлтого, голова и верхняя губа от тёмно-коричневого до чёрного, наличник спереди и вдоль внутреннего края каждого глаза бледно-жёлтый. Голова густо пунктирована с разными по размеру точками, усики светлые с затемнённой булавой, верхнечелюстные щупики светлые, за исключением двухцветного вершинного сегмента. Переднеспинка с одним-тремя тёмными отметинами на диске; центральная отметка и обычно еще одна с каждой стороны, хотя они могут сливаться, пунктировка мелкая и редкая, но более плотная по бокам. Щиток разнообразный, от бледно-жёлтого до чёрного, пунктированный, как и переднеспинка. Надкрылья светлые или с различными размытыми более тёмными отметинами, часто с сериями крошечных тёмных пятен под точками, точками случайными и довольно плотными, без отчётливых бороздок на диске, но с хорошо вдавленными шовными бороздками в задней половине и могут быть продольные серии более крупных точек по направлению к боковым краям. Мезостернум с резким поперечным валиком и переменным продольным гребнем. Опушение на вентральной поверхности задних бедер.
Европейские ареалы обитания в основном прибрежные и речные, так как этот вид связаны с эстуариями, дельтами и речными бассейнами. Среда обитания включает все типы стоячей или малоподвижной воды с большим количеством пограничной растительности и детрита, взрослые особи встречаются круглый год, зимуют среди маргинальных обломков и активны в течение долгого сезона, с первых мягких периодов до поздней осени.